# Mont Chapman
Mont Chapman är ett berg i Kanada.   Det ligger i provinsen Québec, i den sydöstra delen av landet, 300 km öster om huvudstaden Ottawa. Toppen på Mont Chapman är 658 meter över havet.
Terrängen runt Mont Chapman är kuperad åt sydost, men åt nordväst är den platt. Mont Chapman är den högsta punkten i trakten. Runt Mont Chapman är det glesbefolkat, med 8 invånare per kvadratkilometer.. Närmaste större samhälle är East Angus, 10,2 km söder om Mont Chapman.
I omgivningarna runt Mont Chapman växer i huvudsak lövfällande lövskog.